# 本蒂沃廖宫

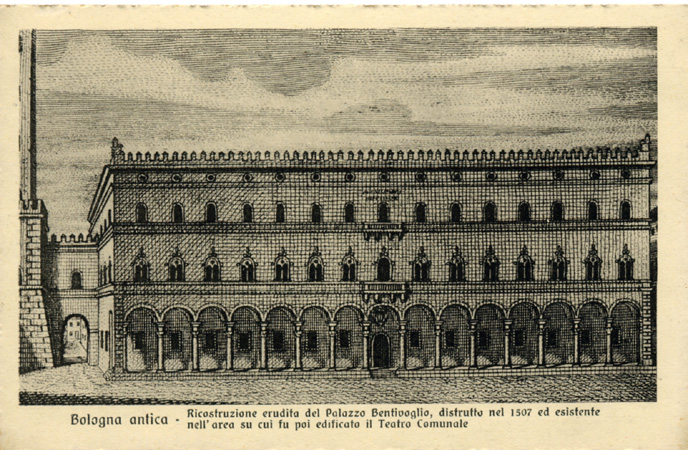

本蒂沃廖宫（Palazzo Bentivoglio）是博洛尼亚的一座宫殿，第一座本蒂沃廖宫在1507年被暴动摧毁。后来附近又建了一座同名的宫殿，现在仍然存在。

## 旧本蒂沃廖宫
博洛尼亚贵族本蒂沃廖家族的宫殿，是根据桑特·本蒂沃廖的命令建造的，位于圣多纳托街（Via San Donato），即今天赞博尼街工程从1460年开始，在乔瓦尼二世·本蒂沃廖时完成。
当代编年史家和学者们试图根据那些热情的描述，来重构这所豪宅的外观。其主立面朝向圣多纳托街（Via San Donato），宽30米，而侧面宽达140多米。该建筑总共有244个房间。楼下是本蒂沃廖家族男人们的房间，而楼上则拥有乔瓦尼二世的房间，有很多壁画，日内瓦·斯福尔扎和豪宅其他女人也有同样华丽的房间。建筑内还布置有警卫和士兵，设有客房、仓库和武器仓库。本蒂沃廖在这里接待访客和朋友，准备丰盛的晚餐和聚会。
1507年春天，这座建筑被愤怒的民众摧毁。本蒂沃廖的敌人作出决定摧毁它，他们与教宗儒略二世合作，在1506年年末，推翻本蒂沃廖在博洛尼亚的暴政，把他们驱逐出城市。新的统治者深信，如果想阻止他们返回，就有必要摧毁暴君的房子，因此参议院下令，必须摧毁本蒂沃廖过去统治的所有标志。
然而，圣多纳托街的宫殿被毁，是意大利艺术史上的一大损失 。
今天，宫殿所在的区域被博洛尼亚市政剧院占据, 毗邻废墟街（Via del Guasto），街名反映了本蒂沃廖宫的命运。现代的废墟花园（Giardino del Guasto）是1975年，建筑师里诺·菲利皮尼建造的小型公共花园，位于以前被宫殿花园所在的区域。

## 新本蒂沃廖宫
旧本蒂沃廖宫被毁不久，在美术街（Via Delle Belle Arti）建造了雄伟的新本蒂沃廖宫。它建于1551年, 房主科斯塔佐·本蒂沃廖是家族附属分支（非主支）的后裔。建筑师巴托洛梅奥·特里阿奇尼设计了雄伟而美丽的新宫殿。在十七世纪上半叶由乔万尼·巴蒂斯塔·法尔塞蒂完成。
入口通向一个宽敞的庭院，四周环绕着多梅尼科·蒂巴尔迪设计的双层凉廊。新宫殿的上层有许多大厅，天花板和腰线是蒂巴尔迪风格。有一个安东尼奥·博内蒂的大型画廊，是明暗对照法风格，还有乌巴尔多·甘多尔菲的雕塑。画廊于1769年开放，当时参议员富尔维奥·本蒂沃廖成为博洛尼亚的正义旗手。